# Кулябин, Иван Васильевич
Иван Васильевич Кулябин (1931—2000) — советский  бригадир слесарей-сборщиков «НПО Ижмаш». Заслуженный машиностроитель РСФСР (1980). Почётный гражданин города Ижевска (1988).

## Биография
Родился 27 июня 1931 года в деревне Кулебы Унинского района Кировской области в крестьянской семье.
С 1943 года после окончания четырёх классов деревенской школы, в период Великой Отечественной войны, в возрасте двенадцати лет И. В. Кулябин начал свою трудовую деятельность в местном колхозе. 
С 1946  по 1948 годы проходил обучение Ижевском ремесленном училище, после окончания училища получил специализацию — слесарь-лекальщик четвёртого  разряда. С 1948 по 1951 годы работал слесарем в станкостроительном цехе  Ижевского машиностроительного завода. С 1951 по 1954 годы служил действительную военную службу в рядах Советской армии. 
С 1954 года после демобилизации из рядов Вооружённых сил, продолжил свою работу слесарем-сборщиком  станкостроительного цеха на участке специальных станков Ижевского машиностроительного завода, без отрыва от производства обучался в Ижевской вечерней школе, после окончания которой получив среднее образование. С 1962 года после окончания курсов повышения квалификации И. В. Кулябин, получил квалификацию — слесаря механо-сборочных работ пятого разряда, в 1964 году — слесаря механо-сборочных работ шестого разряда. И. В. Кулябин  становится ведущим слесарем механо-сборочных работ не только на своём предприятии но и в отрасли, за свой высокий профессионализм и высочайшую квалификацию был удостоен права работать со своим личным клеймом.
С 1977 года И. В. Кулябин был назначен бригадиром слесарей-сборщиков и председателем совета наставников станкостроительного цеха Ижевского машиностроительного завода, под руководством И. В. Кулябина бригада слесарей-сборщиков добилась выдающихся результатов и ей доверялось изготовление сложнейших высокоточных станков, в том числе и с числовым программным управлением. И. В. Кулябин выполнял и перевыполнял производственные задания на 150 процентов, и ему одному из первых на предприятии было присвоено звание «Ударник коммунистического труда». За большую работу по коммунистическому воспитанию молодежи И. В. Кулябину было присвоено звание — «Лучший наставник молодежи».
В 1977 году Указом Президиума Верховного Совета СССР «За большой вклад в дело развития станкостроения, создание высокопроизводительного оборудования и активную общественную деятельность» И. В. Кулябин был награждён Орденом Ленина.
В 1980 году Указом Президиума Верховного Совета РСФСР «За заслуги в области машиностроения» И. В. Кулябину было присвоено почётное звание — Заслуженный машиностроитель РСФСР.  
8 июня 1988 года «за большой вклад в развитие станкостроения, создание высокопроизводственного оборудования и активную общественную деятельность» И. В. Кулябину было присвоено почётное звание — Почётный гражданин города Ижевска.
С 1993 года вышел на заслуженный отдых, жил в Ижевске.
Скончался 27 июня 2000 года в городе Ижевске.

## Награды
Основной источник:
- Орден Ленина (1977)
- Орден Трудового Красного Знамени
- Медаль «В ознаменование 100-летия со дня рождения Владимира Ильича Ленина»
- Медаль «За доблестный труд в Великой Отечественной войне 1941—1945 гг.» (1992)

### Звания
- Заслуженный машиностроитель РСФСР (1980[3])
- Почётный гражданин города Ижевска (8.06.1988 № 146[2])
- Почетный ветеран труда «НПО Ижмаш».

### Другие награды
- Почетная грамоты Президиума Верховного Совета Удмуртской АССР (1991 — «за многолетний добросовестный труд и активное участие в общественной жизни»)